# У Поун Нья

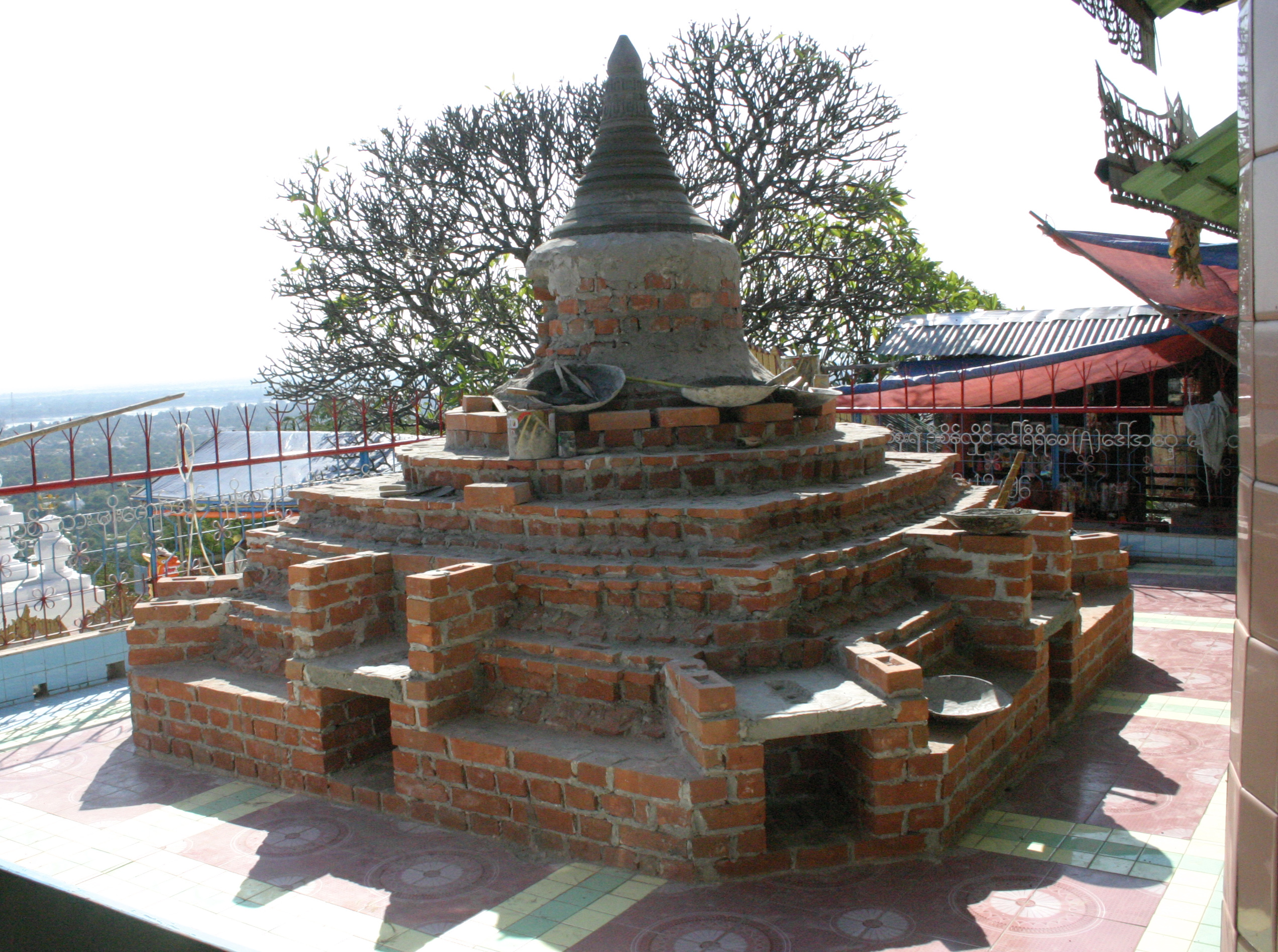
Храм Сале У Поун Нья в Сагайне, Мьянма

У Поун Нья (У Пон Ня), известен как Сале У Поун Нья (настоящее имя Маун Поу Си; бирм. ဦးပုည; 1812, Магуэ, Бирманское царство — ок. 1867) — мьянманский писатель
, поэт, драматург, философ. Считается одним из величайших литературных деятелей Бирмы, известным своим элегантным остроумием и ясностью языка. Писал на бирманском языке.

## Биография
Образование получил в монастыре в Амаяпуя. Служил придворным драматургом династии Конбаун в 19 веке, он в первую очередь известен своими нравоучительными историями. Был одним из придворных поэтов короля Миндона. Приобрёл известность благодаря таланту после того, как стал служить при дворе принца Канаунга Минты в 1850-х.
Один из создателей национальной драмы («Падума», около 1855; «Водонос», 1856). Автор стихов и песен, прозаических произведений на буддийские сюжеты; трактатов по буддийской философии, медицине.
За свою плодотворную карьеру написал семь пьес, в основном основанных на буддийских сюжетах, а также стихи и песни, более 30 буддийских прозаических произведений и трактатов в самых разных областях — от медицины до астрологии. Также возродил в бирманской литературе жанр 15-го века — мьиттасу (любовное письмо), форму стихотворного письма. За его литературную деятельность современники называют его мьянманским Шекспиром.

## Избранные сочинения
- Wizaya Pyazat (ဝိဇယပြဇာတ်)
- Padoma Pyazat (ပဒုမပြဇာတ်)
- Yethe Pyazat (ရေသည်ပြဇာတ်)
- Kawthala Pyazat (ကောသလပြဇာတ်)
- Wathudewa Pyazat (ဝါသုဒေဝပြဇာတ်)